# Céncreas (Argólide)
Céncreas (en griego antiguo: Κεγϰρεαί) es el nombre de una ciudad griega antigua de Argólide. Pausanias sugiere que recibió su nombre de Cencrias, hijo de Pirene. Añade que allí estaban enterrados los argivos que derrotaron a los espartanos en la batalla de Hisias en 669-668 a C.
Estrabón la sitúa entre Tegea y Argos.